# Cuvette-Ouest
Cuvette-Ouest är ett departement i Kongo-Brazzaville. Det ligger i den centrala delen av landet, 500 km norr om huvudstaden Brazzaville. Huvudort är Ewo. Antalet invånare är 102 724. Arean är 26 600 kvadratkilometer. Cuvette-Ouest gränsar till Sangha, Cuvette och Plateaux.